# John Denver
John Denver (Roswell, Új-Mexikó, 1943. december 31. – Monterey Bay, Kalifornia, 1997. október 12.) kétszeres Grammy- és Primetime Emmy-díjas amerikai énekes, dalszerző, politikai aktivista. Legismertebb dala az 1971-es Take Me Home, Country Roads, amely mára az énekes és Nyugat-Virginia állam egyik védjegyévé vált.

## Halála
John Denver 1997. október 12-én vesztette életét, amikor saját építésű repülőgépével leszállást akart végrehajtani a Monterey-öbölnél. Ő volt a gép egyetlen utasa.

## Diszkográfia

### Stúdióalbumok
- John Denver Sings (1966)
- Rhymes & Reasons (1969)
- Take Me to Tomorrow (1970)
- Whose Garden Was This (1970)
- Poems, Prayers & Promises (1971)
- Aerie (1971)
- Rocky Mountain High (1972)
- Farewell Andromeda (1973)
- Back Home Again (1974)
- Windsong (1975)
- Rocky Mountain Christmas (1975)
- Spirit (1976)
- I Want to Live (1977)
- John Denver (1979)
- Autograph (1980)
- Some Days Are Diamonds (1981)
- Seasons of the Heart (1982)
- It's About Time (1983)
- Dreamland Express (1985)
- One World (1986)
- Higher Ground (1988)
- Earth Songs (1990)
- The Flower That Shattered the Stone (1990)
- Different Directions (1991)
- All Aboard! (1997)